# Hrvatski Domobran

Mapa de la Gran Croacia en un artículo de 1939 del periódico Hrvatski Domobran perteneciente a la Ustacha y asociado con la organización del mismo nombre que buscaba el reclutamiento de emigrados croatas en Argentina y otros países. Este artículo rechaza el Acuerdo Cvetković-Maček y consideraba las fronteras que proporcionó a Croacia como insuficientes.

El Hrvatski Domobran o Ejército Croata era una organización política croata que defendía la independencia de Croacia de Yugoslavia y que se asoció con la Ustaše. Fue fundado en 1928 y participó en manifestaciones en Zagreb en las que libró violentas batallas con la policía. Después de ser prohibido y sus miembros obligados a huir con el establecimiento de la dictadura real en Yugoslavia, fue refundada como organización de emigrados en 1933 en Buenos Aires, en Argentina. Se estableció una sección en los Estados Unidos para obtener apoyo para la Ustaše.